# Adelaide International 2 2022
Adelaide International 2 2022 — тенісний турнір, що проходив на кортах з твердим покриттям у місті Аделаїда (Австралія) з 10 по 15 січня. Належав до категорій WTA 500 та ATP 250.

## Фінальна частина

### Чоловіки, одиночний розряд
Танасі Коккінакіс —  Артур Рендеркнек 6–7(6–8), 7–6(7–5), 6–3

### Жінки, одиночний розряд
Медісон Кіз —  Алісон Ріск 6–1, 6–2

### Чоловіки, парний розряд
Веслі Колгоф /  Ніл Скупскі —  Аріель Беар /  Ґонсало Ескобар 7–6(7–5), 6–4

### Жінки, парний розряд
Ері Ходзумі /  Макото Ніномія —  Тереза Мартінцова /  Маркета Вондроушова 1–6, 7–6(7–4), [10–7]